# Kapningen av AF 8969

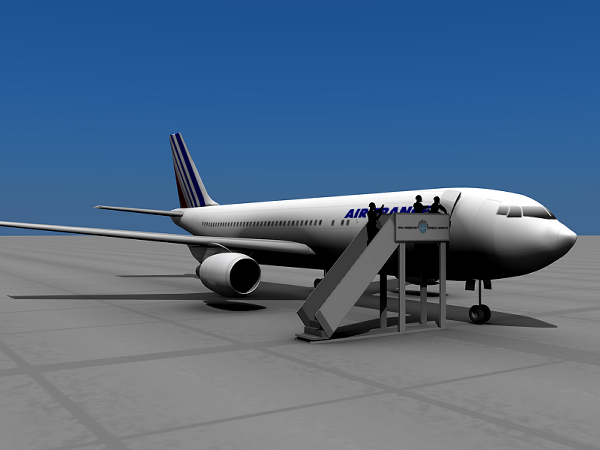

Kapningen av AF 8969 var flygplanskapning av en Airbus A300 från Air France, som började på Algers flygplats julafton 1994 och fick sin upplösning på flygplatsen i Marseille två dagar senare, då planet stormades av Frankrikes nationella insatsstyrka GIGN.

## Kapningens händelseförlopp
Precis innan planet var klart för avfärd från Alger till Paris gick fyra beväpnade män ombord. De utgav sig vara poliser och sade att de skulle utföra en extra passkontroll på grund av det spända läget i Algeriet. Dessa män var dock inga poliser utan tillhörde istället den fundamentalistiska islamska rörelsen GIA. Ledaren för gruppen var Abdul Adullah Yahika. Med honom var också Lotfi Raissi samt ytterligare två män. 
Den algeriska militären anande tidigt oråd och snart hade ninjas (algerisk specialmilitär) ockuperat startbanan. Dessutom stod passagerartrappan fortfarande kvar mot planet, som därför inte kunde lyfta.   
Den algeriska regeringen vägrade låta planet lyfta. Under tiden identifierade terroristerna en av passagerarna som en algerisk polis som sedan sköts för att öka trycket på myndigheterna. Trots detta behöll myndigheterna sin hårda linje och terroristerna valde att skjuta ytterligare ett offer, denna gång en vietnamesisk diplomat. 
Franska myndigheter ville istället att planet skulle få lämna Algeriet eftersom det var ett franskt plan. Dock var majoriteten av passagerarna algerier, hela 138 stycken (av 170). I det dödläge som uppstod, kunde terroristerna kunde tänka sig att frige algerierna och endast behålla de utländska passagerarna. 
Vid det här läget hade den algeriska militären lyckats identifiera ledaren Yahika och hade därför hämtat hans mamma som förhoppningsvis skulle kunna tala sin son tillrätta. Planen gick i baklås och Yahika fick ett raseriutbrott. Ytterligare en passagerare sköts, denna gång en anställd vid den franska ambassaden. Detta fick den franske premiärministern Edouard Balladur att hota den algeriske presidenten, som till slut vek sig och flygplanet fick lämna Alger, 39 timmar försenat. 
Kontrolltornets personal bad i hemlighet piloterna att de skulle säga åt kaparna att flygplanet hade för litet bränsle kvar för att flyga till Paris, och därför behövde mellanlanda i Marseille och fylla på med mer bränsle. Faktiskt hade en hel del bränsle förbrukats för att driva flygplanets elgeneratorer när planet stått på flygplatsen. Under tiden har den franska insatsstyrkan GIGN övat på ett plan av samma modell. 
Klockan halv fyra på morgonen den 26 december närmade sig planet Marseille, där GIGN redan finns på plats. Planet dirigerades bort till en avlägsen del av flygplatsen. Franska myndigheter hade informerats om att planet skulle användas mot mål i Paris. Terroristerna ville ha full tank vilket innebar 27 ton flygbränsle – mycket mer än de 9 ton som skulle behövas för sträckan Marseille–Paris – vilket var en indikation på att planet skulle användas som ett vapen. Omar Chikhi bekräftade senare att målet hade varit att köra in planet i Eiffeltornet.
Man försökte fördröja kaparna genom att erbjuda dem att hålla en presskonferens. Till slut gick de med på detta och sade sig vara villiga att prata med CNN. Planets främre del tömdes då på passagerare för göra plats för detta, men vad terroristerna inte visste var att planets dörrar kunde öppnas utifrån. Terroristerna krävde också att planet skulle flyttas närmre terminalen och andra plan, för att minska möjligheterna att storma planet.
En stormning skedde med tre lag bestående av sammanlagt trettio man. Två av lagen gick in via planets två bakre dörrar och det mindre laget via förarkabinen. Tre trappor kördes fram; man hade vissa problem med att öppna dörren eftersom trappan var lite högre än flygplansdörren. Andrepiloten hoppade ut ur flygplanet genom förarkabinen. Detta gav prickskyttarna möjlighet att skjuta de terrorister som har stängt in sig i förarkabinen. 
Nio av de trettio GIGN-männen skadades, en av dem allvarligt. Samtliga av de fyra kaparna stupade.